# Németország a nulladik évben
A Németország a nulladik évben (eredeti cím: Germania anno zero) Roberto Rossellini 1948-ban bemutatott filmje. A film a második világháború utáni Berlinben játszódik. A film a locarnói filmfesztiválon a zsűri nagydíját is megnyerte.

## Szereplők
- Edmund Moeschke (Edmund Koeler)
- Ernst Pittschau (Edmund apja)
- Ingetraud Hinze (Eva Koeler)
- Franz Krüger (Karl-Heinz Koeler)
- Barbara Hintz (Thilde)

## Díjak
- Locarnói Nemzetközi Filmfesztivál (1948)
  - díj: Nagydíj – Roberto Rossellini
  - díj: legjobb forgatókönyv – Roberto Rossellini, Carlo Lizzani, Max Kolpé

## Külső hivatkozások
- Németország nulla évben a PORT.hu-n (magyarul)
- Németország nulla évben az Internet Movie Database oldalon (angolul)

## Részlet a filmből
- Részlet a filmből